# One in a Million (album Bosson)
One in a Million è il secondo album in studio del cantante svedese Bosson, pubblicato nel 2002.

## Tracce
1. One in a Million – 3:34
2. I Believe – 3:51
3. We Live – 3:46
4. Where Are You? – 4:05
5. Over the Mountains – 4:13
6. Hole in My Heart – 3:00
7. I Don't Wanna Say Goodbye – 3:46
8. Stay – 3:20
9. All Because of You – 3:34
10. Let Your Soul Shine – 3:17
11. This Is Our Life – 4:00
12. We Will Meet Again – 4:35
13. One in a Million (Remix) – 3:29

Durata totale: 48:30